# 27 av. J.-C.
Cette page concerne l'année 27 av. J.-C. du calendrier julien.

## Événements
- 13 janvier : partage des provinces romaines en provinces impériales (provinciæ Cæsaris), et provinces sénatoriales (provinciæ Senatus et populi). Octavien se voit attribuer le pouvoir proconsulaire pour dix ans[1].
  - Création de l'Afrique proconsulaire.
  - Création de la province sénatoriale d’Achaïe. Elle inclut la Thessalie et l’Épire méridional[2].
  - La Cyrénaïque et la Crète sont rattachées en une seule province.
  - L’Italie conserve son statut particulier et est démilitarisée. Elle est divisée en onze régions par Auguste[3].

- 16 janvier : Octavien reçoit du sénat romain le surnom d'Auguste sur l’initiative du sénateur Munatius Plancus ; il obtient l'imperium pour dix ans[1]. Cet événement est traditionnellement considéré par les historiens modernes comme marquant la fin de la République romaine et le début de l'Empire romain : instauration du Principat et début du règne de l'empereur romain Auguste (fin en 14).
- 25 septembre : triomphe de Messala à Rome après sa victoire sur les Aquitains[4].

- En Inde, la dynastie Kanva disparaît, victime du royaume des Andhra du Deccan et de la poussée indo-scythe. La dynastie des Satavahana ou Andhra  accède au pouvoir dans le Deccan[5].
- Conventus de Narbonne, présidé par Auguste. Organisation administrative de la Gaule narbonnaise, de la Gaule aquitaine, de la Gaule lyonnaise, de la Gaule belgique[6]. Lugdunum devient la capitale de la province de Gaule lyonnaise.
- D'après Strabon, un tremblement de terre détruit le temple d'Aménophis III et fissure ses colosses connus sous le nom de colosses de Memnon[7].

## Naissances en 27 av. J.-C.
- Han Aidi, empereur de la dynastie Han.

Date incertaine :
- - Vipsania Marcella, aristocrate romaine.

## Décès en 27 av. J.-C.
- Varron (Marcus Terentius Varro), savant, écrivain et homme politique romain.